# Byttneria reinwardtii
Byttneria reinwardtii är en malvaväxtart som beskrevs av Pieter Willem Korthals. Byttneria reinwardtii ingår i släktet Byttneria och familjen malvaväxter. Inga underarter finns listade i Catalogue of Life.